# تفجير جادشيرولي ناكسال
في 1 مايو 2019، قتل لغم أرضي 15 من رجال الشرطة الهندية وسائقهم في جادشيرولي بولاية ماهاراشترا الهندية. ألقت الشرطة باللوم في الانفجار على الحزب الشيوعي الهندي (الماوي) لتواجده في المنطقة. وقع الهجوم بعد أن أشعل الماويون النيران في 25 مركبة. لقد ندد ناريندرا مودي بالهجوم بعد ساعات.